# Avtalsförsäkring
Avtalsförsäkring är ett annat ord för arbetsmarknadsförsäkring, som är en försäkring för arbetstagare som ingåtts genom kollektivavtalsförhandlingar mellan parter på arbetsmarknaden, i Sverige till exempel Svenskt Näringsliv och LO. Avtalsförsäkringarna finansieras genom avgifter som betalas av arbetsgivaren.